# Ruana

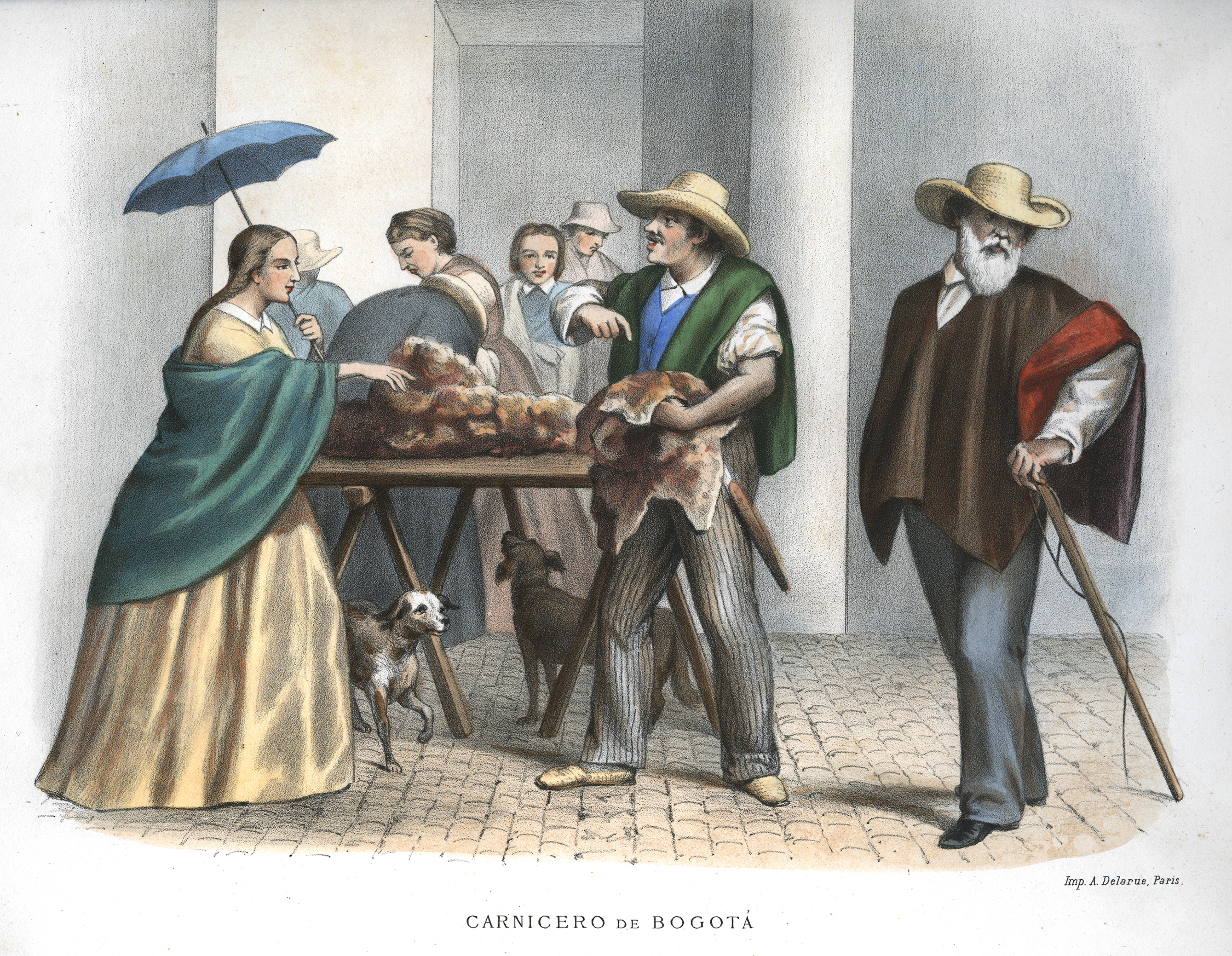
[1] "Carnicero de Bogotá" de Ramón Torres Méndez, litografía que muestra a un hombre con ruana (a la derecha).

La ruana es un tipo de poncho suelto sin mangas y abierto en su parte central bajo el hueco donde se coloca la cabeza de quien lo viste, en forma de capote fabricado de manera artesanal con lana que se usa encima de otras prendas, el cual tiene forma cuadrada o rectangular y que en el centro posee un agujero para pasar la cabeza. 

## Etimología
Según el DLE, el término ruana proviene del adjetivo en desuso "ruano", que se refiere a una prenda tejida de lana para ir a la calle, que en lengua portuguesa se llama rúa.

## Origen
El origen de esta prenda es hispanoamericano. Algunos creen que se trata de una fusión de los capotes españoles con la manta tradicional de los muiscas, mientras que otros creen que se tomó ese nombre de los paños que los españoles trajeron desde Ruan en Francia.[cita requerida]

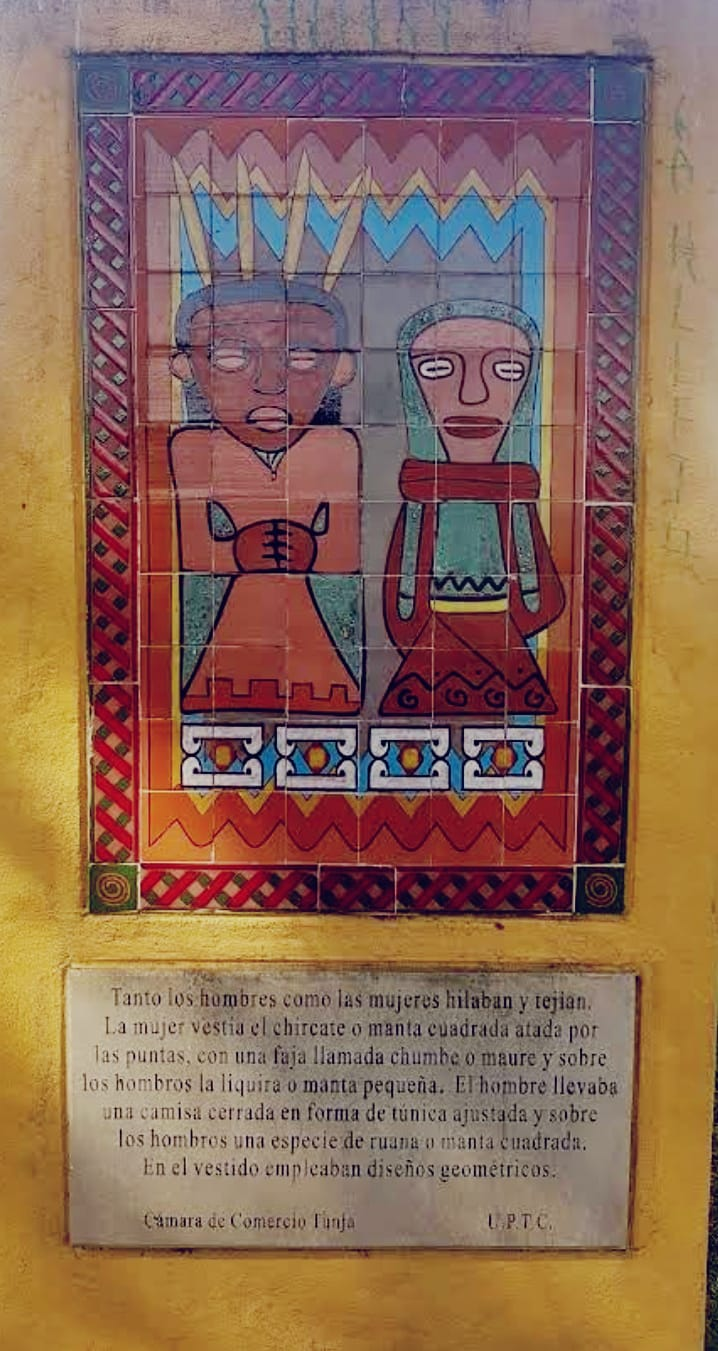
Ruana precolombina (Pozo de Hunzahúa) Tunja, Boyacá - Colombia.

## Colombia
En Colombia, la ruana constituye la prenda característica y tradicional del altiplano cundiboyacense (Boyacá y Cundinamarca), considerada también símbolo nacional. Elaborada inicialmente por indígenas muiscas con fibras de algodón y luego fabricada por criollos y mestizos con lana virgen de oveja desde la colonización española hasta la actualidad. La ruana es ampliamente usada en las zonas frías de los Andes de las tres cordilleras colombianas aparte del altiplano mencionado, como el departamento de Nariño y las zonas frías de Santander, Norte de Santander, Cauca, Antioquia y Caldas. Generalmente está hecha de lana virgen de oveja, y tiene un diseño de color sólido en tonalidades oscuras o blancas. 
También es llamada "saco o abrigo de cuatro puntas" y es común encontrarla principalmente en las zonas frías y de páramo de las tres cordilleras andinas. Aunque su uso característico es primordialmente campesino y popular, en las últimas décadas esta prenda ha vuelto a tomar importancia de carácter y símbolo nacional adaptándose al uso dentro de todos los estratos del país. En 2006, la ruana fue nominada como símbolo cultural de Colombia en el concurso organizado por la revista Semana con el apoyo de Caracol TV, el Ministerio de Cultura y Colombia es pasión.En su honor, el compositor colombiano José de Jesús Mazo compuso el bambuco "La Ruana", interpretado inicialmente por el dueto Garzón y Collazos, canción mundialmente conocida gracias a las múltiples versiones que se le han hecho, como la de la cantante española Paloma San Basilio. 

### Boyacá y Cundinamarca

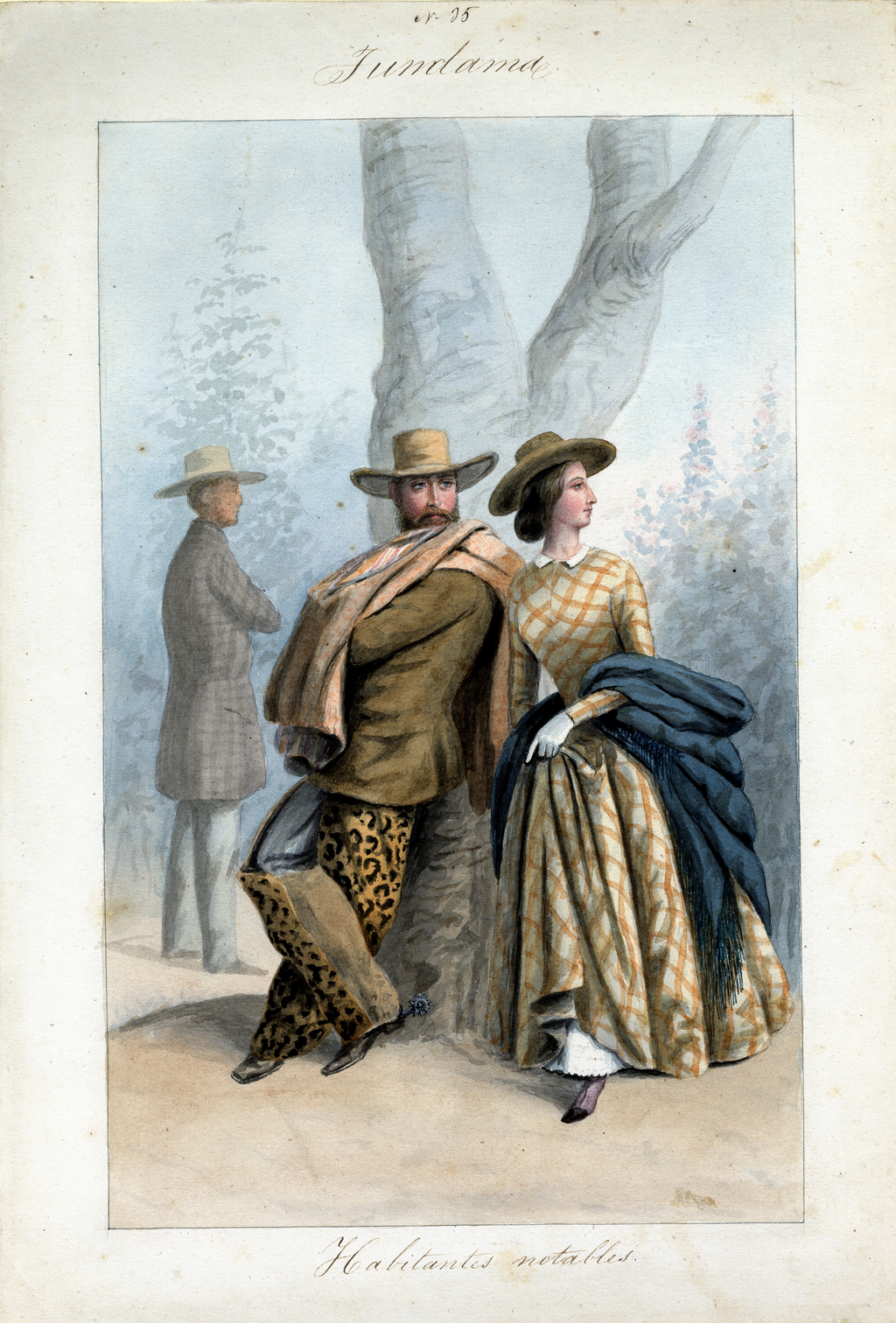
Habitantes notables, provincia de Tundama.

La ruana típica del altiplano cundiboyacense es un producto artesanal tradicional y está hecha de lana de oveja 100% virgen tejida en telar, conocido como "quytty"; es de alta calidad y resistencia y de una textura característica muy suave, especial para el abrigo, ideal para las bajas temperaturas de la región.
Estos productos son fabricados de manera artesanal por familias campesinas, las cuales realizan todo el proceso de forma manual, utilizando tinturas vegetales sin descuidar la calidad del producto final, tal como se hace desde hace cientos de años.
El tramado de cada prenda es imposible de encontrar en otra, debido a que la materia prima es de origen natural y no existen dos prendas iguales.
Desde 1998 se celebra el "Festival Nacional de la Ruana y el Pañolón, la Almojábana y el Amasijo" organizado por la alcaldía de Paipa que se compone por la pasarela, el encuentro de hilanderas, reinado de ovejas, feria gastronómica y celebración de música y danza. El festival destaca la creatividad y el talento de los artesanos locales, quienes presentan sus propuestas en diseño y tejido.
Existe una fiesta creada en 2001 en honor a la ruana en el municipio de Nobsa en el departamento de Boyacá: El Día Mundial de la Ruana, gracias a la iniciativa del comunicador social y periodista Wilson Daniel Carreño Laverde. En el año 2008, se impuso una ruana a la iglesia de Nobsa, ganando un Guiness récord por la Ruana Más Grande del Mundo.
Esta singular prenda también hace parte fundamental de la idiosincrasia de la música popular boyacense, conocida como música campesina o carranga, que nació en las zonas rurales de ese departamento y se acompaña principalmente con el tiple, la guitarra y el tiple requinto colombiano. En la actualidad, este género viene renovándose con grupos más alternativos como "Velo de Oza" y "Rolling Ruanas".
La ruana es tan propia de la identidad y tradición boyacense que en el marco del Festival Internacional de la Cultura de Boyacá, se entregaron ruanas a artistas nacionales e internacionales en agradecimiento por su participación en el festival. Entre tales artistas se encuentran Aterciopelados, La 33, Billos Caracas Boys, Puerto Candelaria, Cuatro de Belén, Piero, Trío los panchos, Los Gaiteros de San Jacinto, Fruko y sus tesos, Luis Silva, Sistema Solar.

### Antioquia y Caldas
En las regiones frías de Antioquia, la ruana es parte del ropaje utilizado por los campesinos que inmediatamente sugiere hablar del resto del atavío de la región: alpargatas de cabuya, sombrero aguadeño, machete, carriel y el zurriago.
Esta ruana es de pura lana y de colores oscuros. Antiguamente tenía como adorno grandes rayas rojas y amarillas, pero se ha venido haciendo más simple. Con los días la ruana negra se fue haciendo muy común. También la azul oscura y la gris oscura, casi negra.
La medida de la ruana debe ser según El testamento del Paisa de Agustín Jaramillo Londoño: "...La que tenga su dueño de los dedos de una mano a los dedos de la otra con los brazos abiertos". Algunas ruanas modernas tienen cuello, pero esto es de tiempos muy recientes.
En el departamento de Caldas, la ruana se deriva tanto de la ruana antioqueña (poncho) como de la ruana boyacense de lana de oveja, gracias a las colonizaciones que en épocas diferentes hicieron gentes de estas regiones y predomina en los pueblos de clima frío como Marulanda, Manzanares, Letras y en otras zonas de páramo cercanas al Nevado del Ruiz.

### Usos
- Como manta protectora contra el frío.
- Como prenda de vestir, sobre todo en zonas rurales.
- Como capa, en las capeas de los pueblos y en los "embolados" de las corridas.
- Como tendido para jugar en el campo, tirada sobre la hierba.
- Como cobija, en caso de necesidad.
- Como cojín o como tendido para reposar en el campo.
- Como escudo, enrollada en el brazo, en las peleas a machete.

### El poncho
El poncho es una prenda de menor tamaño y grosor que la ruana, típico de varias regiones de América del Sur. En Colombia solo es típico de la Región Paisa. Se fabrica generalmente con algodón, suele ser de color blanco o blanquecino, y lleva como adorno, en múltiples ocurrencias, cada centímetro y medio aproximadamente, hilos de colores: por ejemplo alternando, un hilo rojo, otro azul y otro amarillo, colores de la bandera colombiana.

## Venezuela

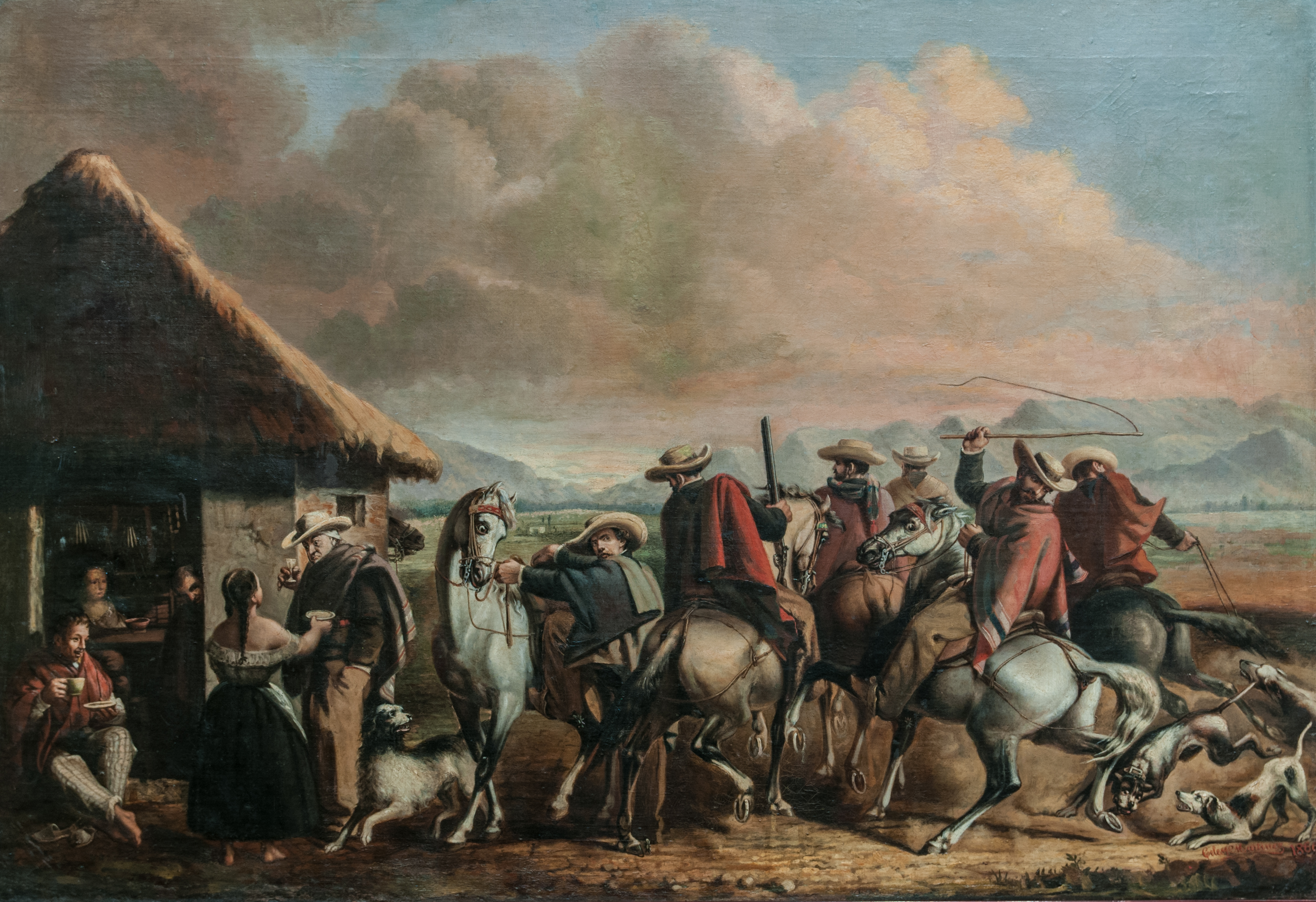
Los cazadores a caballo en la posada (1866), de Celestino Martínez. Caracas: Galería de Arte Nacional. Se muestran a pobladores merideños vestidos con ruanas.

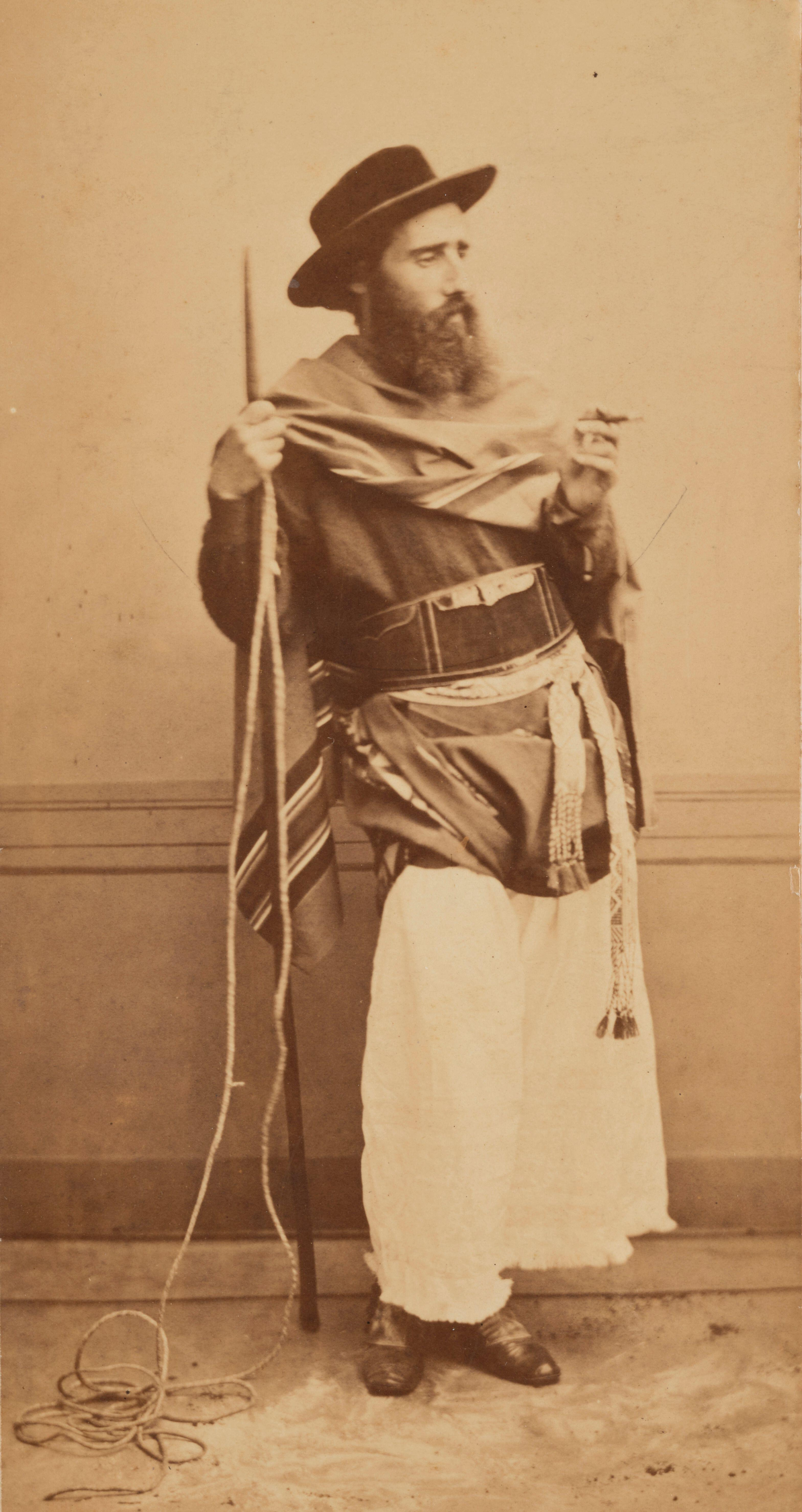
Camille Pissaro, vestido como llanero con poncho,.

En Venezuela es el atuendo típico de la cordillera de Mérida, Táchira y Trujillo, volviéndose la indumentaria característica de los andinos desde la Colonia. Eran elaboradas por nativos y criollos, siendo una prenda que quedó grabada en la identidad de los gochos. Se dice que fue inspirada en las mantas que utilizaban los nativos timoto-cuicas. Antes de la hegemonía andina, la ruana o cobija era usada por toda la población como prenda para protegerse del sol en las tierras calientes o como prenda para protegerse del frío en las tierras altas, tal como señalaban Ramón Páez en «Wild Scenes in South America; or life in the Venezuelan llanos» y el capitán Vowels en «Las sabanas de Barinas»

«...Usaban una gruesa cobija de lana para mantener el cuerpo fresco y húmedo durante el día y caliente por la noche (...) lo usual era vestirse con una cobija doble, lo que hoy llamamos reversible, formada con telas superpuestas: azul oscuro y rojo intenso. Para los días húmedos usaban hacia afuera el color azul; y en los días muy soleados, volteaban la ruana para que el color rojo quedara hacia afuera.»
Ramón Páez

El capitán Vowels en «Las sabanas de Barinas» remarca el uso de la cobija, siendo el nombre dado a la ruana de antaño

«...Se le da a este abrigo el nombre de cobija o chamarra, la cual consiste en un cuadrado de bayeta, de doble tapa encarnada y azul, con el cuello en el centro»
Capitán Vowel

 En los Andes venezolanos eran usadas sin discriminación, lo que fascinó al pintor alemán Ferdinand Bellermann, quien las denominó «cobija». Según la información de la época, la ruana era de un solo color, y en los Andes eran confeccionadas artesalmente de telas de animales para protegerse del frío, mientras que en los Llanos era más liviana para protegerse del calor. Esta prenda ha perdido su uso cotidiano y ahora es solamente portada de manera cultural o en las regiones altas de la cordillera de Mérida.

«También llevan muchas cobijas marrones pequeñas, los hombres van casi siempre envueltos en cobijas y llevan sombreros guarnecidos de telas enceradas de todos colores; a caballo llevan puestos pantalones de montar de pieles de tigre o de osos...»
Ferdinand Bellermann